# Dearborn (Michigan)
Dearborn è una città di 93 932 abitanti della contea di Wayne, nello Stato del Michigan. Compresa nell'area metropolitana di Detroit, è l'ottava città dello Stato per popolazione e ospita la più corposa comunità musulmana degli Stati Uniti d'America.
Luogo di nascita, nonché sede principale della Ford Motor Company, fondata da Henry Ford, che qui vi nacque, la città ospita un campus dell'Università del Michigan oltre che la sede dell'Henry Ford College e l'Henry Ford Museum.

## Origini del nome
Dearborn è un nome scelto per onorare il colonnello nonché Segretario alla guerra statunitense Henry Dearborn, considerato un eroe della guerra d'indipendenza americana.

## Storia
Prima della scoperta dell'America il territorio di Dearborn era occupato principalmente da popolazioni indigene riconducibili agli algonchini e ai potawatomi. Con lo sviluppo di Detroit alcuni coloni francesi si stabilirono nell'area, che fu ceduta al Regno Unito nel 1763 dopo la guerra dei sette anni.
Il nucleo urbano nacque intorno al 1795 come fermata per i convogli interurbani tra Detroit e Chicago e si sviluppò inglobando alcune località vicine come Dearbornville e Fordson. L'industria di Dearborn si sviluppò con l'apertura nel 1917 di un impianto della Ford Motor Company, fondata in città da Henry Ford nel 1905.

## Società

### Etnie e minoranze straniere
I residenti di Dearborn sono principalmente di origine europea o mediorientale, del XIX e XX secolo. Tedesca, polacca, irlandese e italiana sono le etnie europee principali.
I discendenti del Medio Oriente costituiscono il più grande gruppo etnico con gruppi di libanesi, yemeniti, iracheni, siriani, e palestinesi.